# Rodolfo Mondolfo
Rodolfo Mondolfo (Senigallia, 20 de agosto de 1877 - Buenos Aires, 15 de julio de 1976) fue un filósofo italiano-argentino.

## Biografía
Rodolfo Mondolfo nació en 1877 en Senigallia, localidad de la provincia de Ancona. Fue el último hijo de Vito Mondolfo y Gismonda Padovani, una familia bienestante o con un buen nivel económico con orígenes hebreos. Su hermano mayor Ugo Guido (1875 - 1958) fue un historiador miembro del Partido Socialista Italiano desde la fundación de tal partido y así estrecho colaborador de Filippo Turati en la "Critica sociale".
Entre 1895 y 1899 cumplió los estudios universitarios en Florencia y se "laureó" (diplomó) bajo la dirección de Felice Tocco discutiendo una tesis sobre Condillac titulada : Contributo alla storia della teoria dell'associazione, un trabajo del cual se reproducirían algunos textos en sus primeros ensayos de Historia de la Filosofía.

Hasta el año 1904 Mondolfo se dedicó a la enseñanza en los liceos de Potenza, Ferrara y Mantua. En 1904 inició la carrera universitaria con un encargo en la Università di Padova (Universidad de Padua) substituyendo a Roberto Ardigò. En 1910 se transfirió a enseñar historia de la filosofía en la Università di Torino, donde se mantuvo hasta el año 1914, año en el cual obtuvo la misma cátedra en la Università di Bologna. Cursó estudios superiores en la Universidad de Florencia y en 1910 se incorporó al cuerpo docente de la Universidad de Turín. En este centro permaneció hasta 1914, año en el que pasó a la Universidad de Bolonia. En 1938 tuvo que exiliarse en Argentina, país en el que fue profesor de las universidades de Córdoba y Tucumán. Finalizada la Segunda Guerra Mundial (1945) pudo regresar a su país y reincorporarse a su cátedra boloñesa, pero prefirió permanecer en la Argentina, donde muere en 1976, casi a la edad de 99 años.
Autor de una obra muy amplia, publicada en italiano y en español, en su producción escrita se incluyen traducciones, ensayos originales y estudios historiográficos. Algunos de sus estudios más interesantes trataron sobre la filosofía griega, el pensamiento del renacimiento y el marxismo. Para Mondolfo, lo específico de la filosofía es su carácter problemático, no su carácter sistemático. Asimismo, no admitía que la historia de la filosofía siga una línea determinada ni que se ajuste a leyes precisas, sino que creía que posee una estructura necesariamente "irregular". Tales ideas fueron aplicadas con evidente provecho en sus diferentes estudios históricos. Una de sus más significativas contribuciones fue traducir y completar, en una notable edición, la importante historia de la filosofía griega del pensador alemán Eduard Zeller.

## Obras selectas
- Feuerbach y Marx. La dialéctica y el concepto de la historia, 1936.
- El materialismo histórico, 1940.
- El problema del conocimiento desde los presocráticos hasta Aristóteles, 1940.
- Moralistas griegos: La conciencia moral de Homero a Epicuro, 1941.
- Sócrates, 1941.
- El materialismo histórico en Engels, 1941.
- El pensamiento antiguo. Historia de la filosofía greco-romana, 1942.
- La filosofía política de Italia en el siglo XIX, 1942.
- En los orígenes de la filosofía de la cultura, 1942.
- El genio helénico y los caracteres de sus creaciones espirituales, 1943.
- Rousseau y la conciencia moderna, 1944.
- Ensayos críticos sobre filósofos alemanes, 1947.
- Tres filósofos del Renacimiento: Bruno, Galileo, Campanella, 1947.
- Ensayos sobre el Renacimiento italiano, 1950.
- L'infinito nel pensiero dei greci, 1934. Tiene traducción al español: El infinito en el pensamiento de la antigüedad clásica, 1952.
- Figuras e ideas de la filosofía del Renacimiento, 1954.
- Marx y marxismo, 1960.
- Guía bibliográfica de la filosofía antigua, 1960.
- Arte, religión y filosofía de los griegos, 1961.
- Heráclito y Parmenides, 1962
- Materialismo histórico. Bolchevismo y dictadura, 1962.
- Momentos del pensamiento griego y cristiano, 1964.
- Universidad, pasado y presente, 1966.
- Heráclito. Textos y problemas de su interpretación, 1966. Segunda edición, corregida y aumentada, 1971.
- Bolchevismo y capitalismo de estado, 1968.